# Desmatodon chloronotos
Desmatodon chloronotos là một loài rêu trong họ Pottiaceae. Loài này được (Brid.) Mitt. mô tả khoa học đầu tiên năm 1859.